# فابیو تستی
فابیو تستی (انگلیسی: Fabio Testi؛ زادهٔ ۲ اوت ۱۹۴۱) بازیگر اهل ایتالیا است.
از فیلم‌ها یا برنامه‌های تلویزیونی که وی در آن نقش داشته است، می‌توان به یونیفرم‌های قرمز، سفیر، روزی روزگاری در غرب، باغ فینزی کوینتینی، ارث، هفت‌تیر، ایگوانا، زن کولی، پادشاه شن‌ها، چه بر سر سولانژ آوردی؟ و تورنته ۳: محافظ شخصی اشاره کرد.

## گزیدهٔ فیلم‌شناسی
| سال  | عنوان                    | نقش                 | کارگردان            | منبع        |
| ---- | ------------------------ | ------------------- | ------------------- | ----------- |
| ۱۹۶۹ | مرگ دوبار در می‌زند       | فرانسیسکو           | هارالد فیلیپ        |             |
| ۱۹۷۰ | باغ فینزی کوینتینی       | مالنت               | ویتوریو دسیکا       | [ ۱ ]       |
| ۱۹۷۱ | افسوس که او یک فاحشه است | سورانزو             | جوزپه پاترونی گریفی |             |
| ۱۹۷۲ | زورو، انتقام‌جو           | زورو                | رافائل رومرو مارچنت | [ ۲ ]       |
| ۱۹۷۲ | چه بر سر سولانژ آوردی؟   | انریکو «هنری» روسنی | ماسیمو دالامانو     | [ ۳ ]       |
| ۱۹۷۳ | هفت‌تیر                   | میلو رویز           | سرجیو سولیما        | [ ۴ ]       |
| ۱۹۷۵ | مهم‌ترین چیز: عشق         | سروی مونت           | آندژی ژووافسکی      | [ ۵ ]       |
| ۱۹۷۵ | چهار سرنوشت شوم          | استابی پرستون       | لوچو فولچی          | [ ۶ ] [ ۷ ] |
| ۲۰۱۰ | جاده‌ای به هیچ‌جا          |                     | مونتی هلمن          |             |